# 大久保誠也
大久保 誠也（おおくぼ せいや、1977年4月 - ）は、日本の工学者（情報セキュリティ・量子計算）。学位は博士（工学）（電気通信大学・2005年）。静岡県立大学経営情報学部准教授・大学院経営情報イノベーション研究科准教授。
電気通信大学大学院電気通信学研究科研究員、静岡県立大学経営情報学部講師などを歴任した。

## 来歴

### 生い立ち
1977年4月に生まれた。電気通信大学に進学し、電気通信学部の電子情報学科にて学んだ。2000年3月、電気通信大学を卒業した。卒業後は電気通信大学の大学院に進学し、電気通信学研究科の電子情報学専攻にて学んだ。2002年3月、電気通信大学の大学院における博士前期課程を修了した。2005年6月には電気通信大学の大学院における博士後期課程を修了し、それに伴い博士（工学）の学位を取得した。なお、その際の学位論文は、量子計算モデル上での効率的な量子探索アルゴリズムについて論じた『Efficient quantum search algorithms on a bulk quantum computation model』と題した一篇であった。

### 研究者として
大学院修了後は、2005年7月に母校である電気通信大学に採用され、大学院の電気通信学研究科にて研究員に就任した。電気通信学研究科においては、主として情報通信工学専攻にて研究に携わった。なお、その間に並行して、2007年4月から2008年3月まで、中央大学の理工学部にて講師を非常勤で兼任していた。理工学部においては、主としてプログラミングの講義を担当していた。2008年3月、電気通信大学の研究員を退いた。同年4月、静岡県立大学に転じ、経営情報学部にて助教に就任した。また、2013年4月1日に大学院の経営情報イノベーション研究科の下に附属ICTイノベーション研究センターが新設されると、その研究員も兼務した。その後、静岡県立大学にて、経営情報学部の講師に昇任した。経営情報学部においては、主として経営情報学科の情報コースの講義を担当した。また、静岡県立大学の大学院においては、経営情報イノベーション研究科の講師も兼務することとなった。経営情報イノベーション研究科においては、主として経営情報イノベーション専攻の情報系の講義を担当した。2019年4月、静岡県立大学にて経営情報学部の准教授に昇任した。経営情報学部においては、引き続き経営情報学科の講義を担当した。同時に、静岡県立大学の大学院においても、経営情報イノベーション研究科の准教授を兼務した。経営情報イノベーション研究科においても、引き続き経営情報イノベーション専攻の講義を担当した。

## 研究
専門は情報工学であり、特に情報セキュリティや量子計算といった分野の研究に従事している。具体的には、量子計算が情報セキュリティに与える影響や、量子アルゴリズム、量子回路の計算量などについて、評価、および、研究を行っている。また、ゲームのアルゴリズムに関する研究も行っている。
学術団体としては、情報処理学会、電子情報通信学会などに所属している。

## 略歴
- 1977年 - 誕生。
- 2000年 - 電気通信大学電気通信学部卒業。
- 2002年 - 電気通信大学大学院電気通信学研究科博士前期課程修了。
- 2005年 - 電気通信大学大学院電気通信学研究科博士後期課程修了。
- 2005年 - 電気通信大学大学院電気通信学研究科研究員。
- 2007年 - 中央大学理工学部講師。
- 2008年 - 静岡県立大学経営情報学部助教。
- 2008年 - 静岡県立大学大学院経営情報学研究科助教。
- 2011年 - 静岡県立大学大学院経営情報イノベーション研究科助教。
- 2013年 - 静岡県立大学大学院経営情報イノベーション研究科附属ICTイノベーション研究センター研究員。
- 2017年 - 静岡県立大学経営情報学部講師。
- 2017年 - 静岡県立大学大学院経営情報イノベーション研究科講師。
- 2019年 - 静岡県立大学経営情報学部准教授。
- 2019年 - 静岡県立大学大学院経営情報イノベーション研究科准教授。

## 著作

### 分担執筆、寄稿、等
- 西野哲朗・大久保誠也執筆「量子暗号」『電子情報通信学会知識ベース』1版、電子情報通信学会、2010年8月2日。
- 尹大栄・奥村昭博編著『静岡に学ぶ地域イノベーション』中央経済社、2013年。ISBN 9784502484704

### 論文
- Kazuo Ohta, et al., "A Quantum Algorithm using NMR Computers to Break Secret-Key Cryptosystems", New Generation Computing , Vol.21, No.4, Ohmsha, 2003, pp.347-361. ISSN 02883635
- 大久保誠也ほか「物理的実現可能性に優れたNMR量子探索アルゴリズム」『情報処理学会論文誌』46巻6号、情報処理学会、2005年6月15日、1416-1425頁。ISSN 18827764
- 大久保誠也ほか「Bulk量子計算モデル上におけるGroverのアルゴリズムの繰返し回数について」『情報処理学会論文誌――数理モデル化と応用』46巻SIG17 (TOM13)号、情報処理学会、2005年12月15日、10-19頁。ISSN 18827780
- 西野哲朗・大久保誠也「コンピュータ大貧民」『人工知能学会誌』24巻3号、人工知能学会、2009年5月1日、361-366頁。ISSN 09128085
- 三津山雅規ほか「類似検索における逐次入れ替えによるピボット改善選択法」『日本データベース学会論文誌』11巻3号、日本データベース学会、2013年2月、9-14頁。ISSN 18831060
- 武藤伸明ほか「乱歩モデルに基づく施設配置問題」『日本データベース学会論文誌』12巻1号、日本データベース学会、2013年6月、1-6頁。ISSN 18831060